# Daniel Khalikov

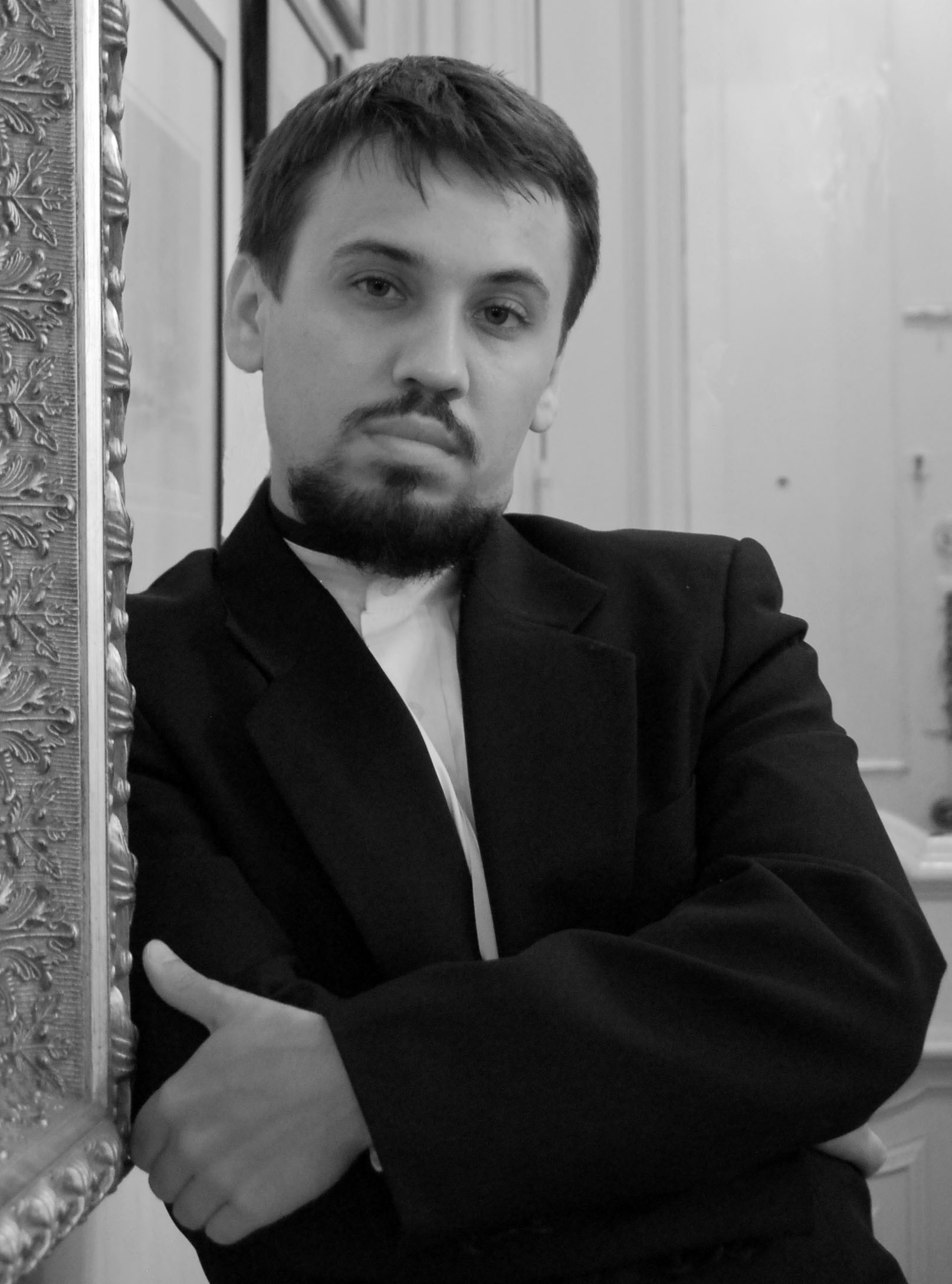
Daniel Khalikov

Daniel Khalikov (* 1984 in Taschkent, Usbekistan) ist ein usbekischer Violinist.

## Leben
Khalikov wurde in Taschkent in eine Musikerfamilie hineingeboren. Im Alter von sechs Jahren erhielt er den ersten professionellen Violinenunterricht bei Nathan Mendelssohn an der „Uspenskij-Schule“, ein an das Staatliche Konservatorium Usbekistans in Taschkent angeschlossenes Musikgymnasium für musisch hochbegabte Kinder. Schon ein Jahr später gab er sein erstes Konzert in seiner Heimatstadt.
Im Jahr 1995 gewann er als Elfjähriger den 5. Preis beim „Yehudi Menuhin International Competition for Young Violinists“ (kurz: „Menuhin Competition“) in Folkestone (Großbritannien).
Später studierte Khalikov u. a. am Curtis Institute of Music (Philadelphia, USA) bei Rafael Druian sowie am Konservatorium Toulouse bei Burkhart Godhoff. Er absolvierte Meisterkurse bei Itzhak Perlman im Rahmen des „Perlman Music Program“, bei Pinchas Zukerman als Mitglied (2001–2005) des „National Arts Centre Young Artists Program“ (Kanada), dem „Tokyo String Quartet“ beim „Norfolk Chamber Music Festival“ sowie bei Ida Haendel und Joseph Silverstein an der „Verbier Academy“. Später studierte Khalikov an der „Manhattan School of Music“ und machte seinen Abschluss bei Patinka Kopec und Pinchas Zukerman.
Als Kammermusiker spielte er bereits mit Yefim Bronfman, Ralph Kirshbaum, Michael Tree bei den Musikfestivals in Tanglewood, Verbier, Norfolk (Connecticut) und beim „Santa Fe Chamber Music Festival“ in Santa Fe (New Mexico).
Khalikov ist ein international gefragter Violinist und trat als Solist wie auch als Kammermusiker bereits in verschiedenen Städten der USA, in Kanada, Europa, in Kasachstan und in seiner Heimat Usbekistan auf. Er spielte mit verschiedenen Orchestern in größten Konzertsälen wie in der Berliner Philharmonie und dem Kennedy Center in Washington D.C. auf. Im Januar 2007 gab er sein Debüt bei der Konzertserie „Aber Diamond“ der CBC Radio Kanada.
Khalikov spielt auf einer Violine von Gennaro Gagliano (Neapel, 1700–1770). Gelegentlich konzertiert er auch mit seinem Onkel Anton Jivaev und dessen Schwester, der Pianistin Elena Jivaeva.

## Preise (Auswahl)
- 1995: Yehudi-Menuhin-Violinwettbewerb (5. Preis)
- 2003: Gewinner der Strad Violin Competition in Boca Raton (Florida, USA)
- 2004: Yehudi-Menuhin-Violinwettbewerb (2. Preis und Komponistenpreis)
- 2005: Golden Hannukia in Berlin (1. Preis)
- Gewinner des Concerto-Wettbewerb an der Manhattan School of Music